# Behaarde grasslak
De behaarde grasslak (Xerotricha apicina) is een op het land levende longslak uit de familie Hygromiidae.

## Naam
De soortnaam werd in 1758 ingevoerd door Jean-Baptiste de Lamarck (1744-1829) als Helix apicina. Door andere inzichten in de taxonomie is de soort later in het geslacht Xerotricha geplaatst. Als gevolg van deze naamswijziging worden auteursnaam en datum nu tussen haakjes gezet. De naam apicina heeft mogelijk betrekking op de stekelige haartjes. Apis (latijn) = (honing)bij.

## Beschrijving

### De schelp
De schelp is breder dan hoog, is aan de bovenzijde licht afgeplat met stompe top en heeft aan de onderzijde een open, ronde navel. Er zijn 4-5 regelmatig in grootte toenemende, convexe windingen die door een diepe sutuur van elkaar gescheiden zijn.
De mondopening, wijkt aan de onderzijde naar achteren. De palatale zijde is regelmatig afgerond, de voorlaatste winding steekt betrekkelijk ver de mondopening in. De mondrand is scherp, niet omgeslagen en niet verdikt en is discontinu. Beide uiteinden van de mondrand komen relatief dicht bij elkaar. De sculptuur bestaat uit zwakke en onregelmatige fijne spiraallijnen. De schelp is mat, opaak, wit tot grijsachtig met kleine hoornbruine tot rossige vlekjes langs de sutuur. De mondrand heeft geen afwijkende kleur. Het schelpoppervlak is bezet met korte haren. De columellaire zijde is gebogen en is bij de navel iets verdikt.
Afmetingen van de schelp
- hoogte: 5 mm.
- breedte: 9 mm.

### Habitat
De slak leeft in vochtige omgevingen, zoals struikgewas en grasland. Ze zijn te vinden onder vochtige dode bladeren.

### Huidige verspreiding
Zuid-Europa, mediterraan.

### Exoot
In Nederland werd Xerotricha apicina in 2003 gevonden in het oeverland van het Kennemermeer bij IJmuiden aan Zee. Het is onduidelijk of de soort daar op natuurlijke wijze terecht is gekomen of met hulp van de mens. Aangezien de soort een mediterrane verspreiding heeft, de Nederlandse vindplaats geïsoleerd is, en de soort als fossiel nooit in Nederland en Noord-West-Europa is aangetroffen zou dat er op kunnen wijzen dat sprake is van een exoot.